# Sân bay quốc tế Long Island MacArthur

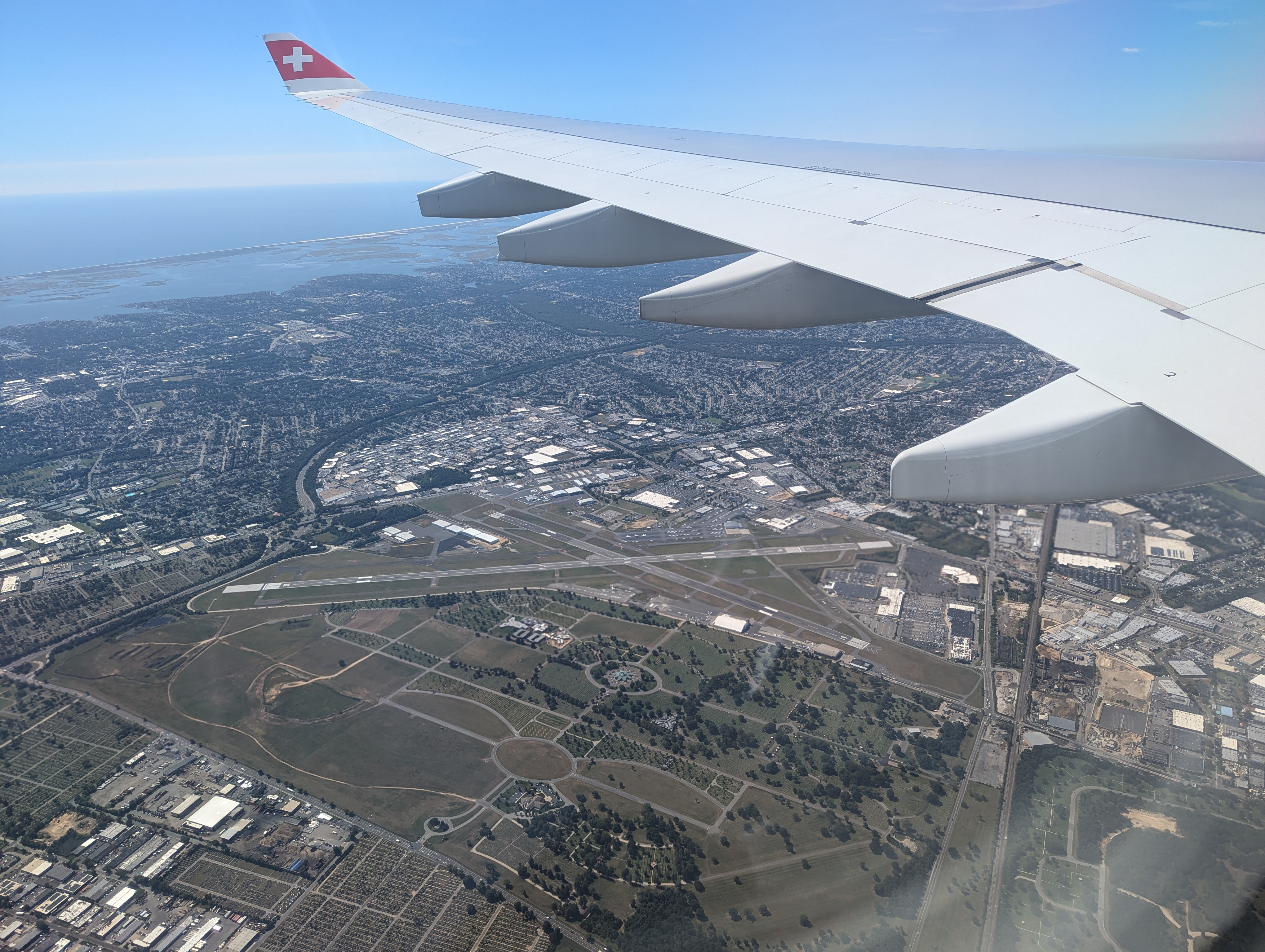

Sân bay quốc tế Long Island MacArthur (mã sân bay IATA: ISP, mã sân bay ICAO: KISP, mã sân bay FAA LID: ISP), trước đây gọi là sân bay Islip là một sân bay công cộng nằm trên đảo Long Island, ở Ronkonkoma, thị trấn Islip, quận Suffolk, tiểu bang New York, Hoa Kỳ. Sânn bay có cự ly 7 dặm Anh (11 km) về phía đông bắc của khu kinh doanh trung tâm của Islip. Sân bay Long Island MacArthur có diện tích 1.311 mẫu Anh (531 ha) có chứa bốn đường băng và hai bãi đáp trực thăng. Thị trấn sở hữu và điều hành các sân bay, phục vụ khoảng 2.000.000 lượt hành khách thương mại một năm, cũng như phát triển mạnh ngành hàng không nói chung.
Nằm giữa chừng giữa Montauk điểm 60 dặm về phía đông và Manhattan 60 dặm về phía tây, sân bay MacArthur phục vụ chủ yếu là 3.000.000 cư dân của quận Nassau và Suffolk. Ngoài ra, sân bay phục vụ du khách từ khu vực Vùng Đại đô thị New York và các bang xung quanh, những người muốn một sân bay thay thế thuận tiện hơn ít tắc nghẽn hơn các sân bay JFK và LaGuardia - cả hai đều nằm ở Queens.
FAA gần đây được chỉ định sân bay này là một sân bay vùng đô thị chính thức, có nghĩa là hiện nay đang được nhóm lại với LaGuardia, JFK và Newark trong du lịch và tìm kiếm thông tin cho các sân bay New York, cung cấp phương tiện giao thông hàng không tốt hơn cho công chúng đi du lịch. Sân bay MacArthur không chia sẻ không gian hàng không bị tắc nghẽn của các sân bay trung tâm thành phố, cũng có thành tích đặc biệt trên thời gian thực hiện. Trong năm 2009, ví dụ, 83,6% các chuyến bay đến thời gian và 85,6% các chuyến bay khởi hành đúng thời gian.
Trong năm 2007, sân bay phục vụ hơn 2,3 triệu hành khách thương mại. Đối với khoảng thời gian 12 tháng kết thúc vào ngày 31 Tháng 12 năm 2007, sân bay đã có 182.142 lượt chuyến bay, trung bình 499 chuyến mỗi ngày; 80% là hàng không tổng hợp, 15% là các chuyến bay thương mại thường lệ, năm phần trăm là air taxi và quân sự khoảng một phần trăm. Có 243 chỗ đỗ máy bay tại sân bay: 63% một động cơ, 10% đa động cơ, 19% máy bay phản lực, bảy máy bay trực thăng%; và quân sự ít hơn một phần trăm.